# Blindensee
Der Blindensee ist ein Hochmoorsee auf der Gemarkung von Schönwald im Schwarzwald im baden-württembergischen Schwarzwald-Baar-Kreis. Er ist nur über einen Bohlensteg erreichbar und liegt inmitten eines als Naturschutzgebiet ausgewiesenen Hochmoorgebietes nahe der Wasserscheide von Gutach und Elz.
Typisch für einen Hochmoorsee ist, dass er weder einen Zulauf noch einen Ablauf hat. Er liegt mittig in einem Hochmoorgebiet wie ein Auge und wird deshalb auch Moorauge genannt.

## Naturschutzgebiet
Das Naturschutzgebiet Blindensee ist ein mit Verordnung des Regierungspräsidiums Südbaden vom 2. März 1960 ausgewiesenes Naturschutzgebiet (NSG-Nummer 3.056). Das Gebiet hat eine Größe von 28,5 Hektar. Es ist Teil des 1.722 ha großen FFH-Gebiets 7915-341 Schönwälder Hochflächen.

## Flora
Im nährstoffarmen Hochmoor um den See findet man Pflanzenarten wie das Scheidige Wollgras (Eriophorum vaginatum), die Gewöhnliche Moosbeere (Oxycoccus palustris) und den Rundblättrigen Sonnentau (Drosera rotundifolia). In den nährstoffreicheren Randzonen wachsen Fieberklee (Menyanthes trifoliata), Blutauge (Comarum palustre) und Breitblättriges Knabenkraut (Dactylorhiza majalis). Zu den botanischen Kostbarkeiten des Schutzgebietes gehört die äußerst seltene Blumenbinse (Scheuchzeria plaustris).

## Sagen und Mythen
Eine Sage, der zufolge eine Kuh im Blindensee ertrunken und nach Wochen in der Donau wieder aufgetaucht ist, soll sogar zu einem (zwangsläufig vergeblichen) Versuch geführt haben, mittels Färbung des Seewassers eine Verbindung mit der Donau nachzuweisen. Nach einer weiteren Sage soll ein Fuhrmann mitsamt Pferdegespann im Blindensee ertrunken und nie wieder aufgetaucht sein.

## Umgebung

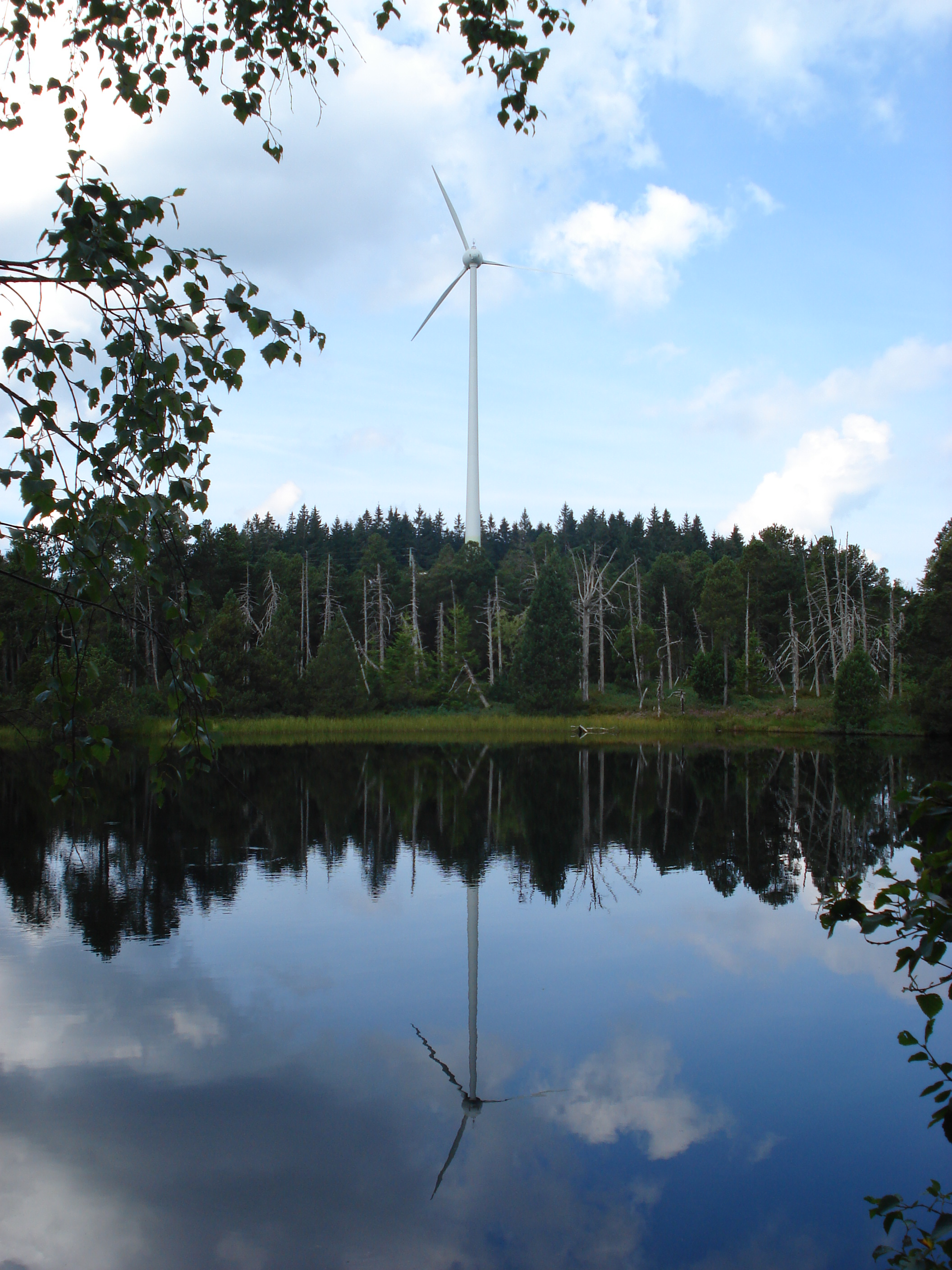
Blindensee mit Windkraftanlage

Seit einigen Jahren dreht sich in unmittelbarer Nähe des Naturschutzgebietes ein Windrad, das vom Ufer des Blindensees aus gut zu sehen ist und daher durchaus als störend empfunden werden kann. So heißt es in einem 2010 erschienenen Reiseführer über den See: „Mystischer Spiegel, geheimnisvolles Auge, verwunschenes Tor zur Anderswelt – das waren die Beschreibungen, die die Besucher noch vor kurzem fanden. Doch die berühmte Szenerie ist zerstört: Ein riesiges Windrad ragt über den See auf und peitscht mit seinen lärmenden Rotorblättern jede besinnliche Stimmung nieder.“